# Chłopak rzeźnika
Chłopak rzeźnika (ang. The Butcher Boy) − irlandzko-amerykański dramat filmowy z 1997 roku w reżyserii Neila Jordana, powstały na podstawie powieści Patricka McCabe’a. Zdjęcia kręcono w Dublinie oraz w hrabstwach Monaghan i Down.

## Fabuła
Akcja toczy się w latach 60. w irlandzkim miasteczku gdzie mieszka dwunastoletni Francie. Jego ojciec jest alkoholikiem, a matka pod wpływem trudnej sytuacji domowej powoli popada w obłęd. Francie ucieka od prawdziwego życia w świat fantazji. Wraz ze swoim przyjacielem Joem żyją w wyimaginowanej rzeczywistości pełnej przygód i kowbojów. Chłopcy inspirację do swoich zabaw czerpią z komiksów i telewizji. Po serii napadów agresji Francie zostaje wysłany do szkoły z internatem prowadzonej przez księży, udaje mu się jednak stamtąd wydostać i powrócić do domu. W rodzinnym miasteczku sprawy nie układają się po jego myśli – przyjaciel odwraca się od niego, a sąsiedzi źle patrzą na jego nową posadę pomocnika rzeźnika. W wyniku tych przeżyć chłopcu coraz bardziej miesza się świat rzeczywisty i wyobrażony, nasilają się ataki agresji i szaleństwa.

## Obsada
- Eamonn Owens jako Francie Brady
- Stephen Rea jako Da Brady/dorosły Francie
- Fiona Shaw jako pani Nugent
- Milo O’Shea jako ojciec Sullivan
- Brendan Gleeson jako ojciec Bubbles
- Sinéad O’Connor jako Matka Boska
- Ardal O’Hanlon jako pan Purcell
- John Kavanagh jako dr Boyd
- Peter Gowen jako Leddy

## Nagrody
- 1998: Berlinale – Srebrny Niedźwiedź dla najlepszego reżysera (Neil Jordan)
- 1998: Europejska Nagroda Filmowa – Najlepszy europejski operator roku (Adrian Biddle)
- 1999: Satelity – najlepszy nowy talent (Eamonn Owens)